# Ас-Сумайл ібн Хатім аль-Кілабі
Ас-Сумайл ібн Хатім ібн Шамір ібн Ді-л-Джохан аль-Кілабі (араб. الصميل بن حاتم بن شمر بن ذي الجوشن الكلابي الهوزاني; д/н — 759) — військовий діяч Аль-Андалуса, валі (намісник) Сарагоси в 745—755 роках.

## Життєпис
Належав до сирійського племені кайситів. Був онуком Шаміра ібн Ді-л-Джохана аль-Кілабі, якого вважали одним із винуватців смерті Хусейна ібн Алі в Кербелі в 680 році. Його родині довелося втекти з Куфи до Халкиди в Сирії.
Спочатку брав участь у поході Култума ібн Яза ібн кушайрі на захід Північної Африки. Потім перебував під командуванням Балджа аль-Кушайрі, валі Іфрікії. Разом з останнім 742 року прибув до Аль-Андалуса. Після загибелі Балджа залишався вірним наступному валі — Талаба. Отримав в управління Джайян.
У 743 році після прибуття на Піренейський півострів нового валі Абу аль-Хаттара з ворожого племені кальбітів Ас-Сумайл у 745 році разом з Тувабом підняв проти нього повстання. У вирішальній битві Абу аль-Хаттара було завдано поразки при Гвадалете. Новим валі став Таваба, але Ас-сумайл став фактичним співволодарем Аль-Андалуса. Отримав в управління Сарагосу, в якій став напівнезалежним правителем.
У 747 році підтримав Юсуфа ібн аль-Фіхрі, що став новим валі аль-Андалуса. Втім у 749 році Ас-Сумайл вступив з ним у конфлікт, у якому зазнав поразки. В результаті мусив підкоритися Юсуфові, але зберіг владу в Сарагосі.
Згодом придушив повстання кальбітів на чолі з Амром аль-Абдарі. У 755 році під час поході аль-Фіхрі проти басків повстав проти нього. Втім невдовзі проти нього повстали кальбіти на чолі з аль-Хубабом ібн Равахом аль-Зухрі. Не маючи змоги протистояти, він звернувся до Юсуфа, з яким невдовзі ледве придушив повстання. Того ж року виступив проти Абдаррахмана Омейяда, що висадився на Піренеях. Разом з Юсуфом ібн аль-Фіхрі зазнав поразки 14 травня 756 року в битві під Муссарою, після смерті Юсуфа мусив підкоритися Абдаррахману, що став еміром Кордови.
У 757 році знову повстав, тепер разом з Абд ар-Рахманом ібн Юсуфом аль-Фіхрі. Спочатку їм вдалося захопити Кордову, але зрештою війська Омейяда змусити заколотників відступити на південь, до Ельвіри. Тут Ас-Сумайл і аль-Фіхрі здалися. Позбавлений посади 758 року, запроторений до в'язниці. Помер від пияцтва або був задушений 759 року.

## Родина
- Шоксан (д/н—756)
- Хузайл (д/н—783)